# Ambedus pusillus
Ambedus pusillus è un tetrapode estinto, appartenente ai diadectomorfi. Visse nel Permiano inferiore (tra 285 e 280 milioni di anni fa) e i suoi resti fossili sono stati ritrovati in Nordamerica (Ohio). È considerato il più primitivo tra i diadectidi.

## Descrizione e classificazione
Questo animale è noto esclusivamente per i resti fossili di mascelle e ossa della mandibola. Al contrario degli animali simili, Ambedus possedeva una mandibola piuttosto piccola e bassa, dotata di molti denti conici di forma semplice. A causa di queste caratteristiche è considerato il più primitivo esempio fra i diadectidi. Questi erano i primi vertebrati terrestri erbivori, forse imparentati con i veri rettili. I diadectidi più derivati possedevano mascelle profonde con pochi denti, mentre la parte anteriore delle fauci era dotata di denti simili a incisivi per strappare la vegetazione.

## Paleobiologia
Ambedus è stato descritto per la prima volta nel 2004, sulla base di resti fossili trovati in Ohio.
L'olotipo di Ambedus è stato ritrovato in terreni del Permiano inferiore nella formazione Greene (Clark Hill) nel Dunkard Group della Contea di Monroe. Altri resti ritrovati nella stessa zona sono quelli del pesce polmonato Sagenodus, dell'anfibio temnospondilo Trimerorhachis, del sinapside Ctenospondylus e di un rettiliomorfo embolomero. L'ambiente in cui vissero questi animali era nei pressi di un lago d'acqua dolce o di uno stagno.

## Significato del nome
Il nome generico, Ambedus, deriva dal latino ambedo ("mordicchiare"), con riferimento a Diadectes che significa "colui che morde forte". L'epiteto specifico, pusillus, deriva anch'esso dal latino e significa "minuscolo", con riferimento alle presunte dimensioni esigue dell'animale. Ambedus pusillus, quindi, significa "minuscolo mordicchiatore". 